# Attentat de Saint-Germain-en-Laye
L'attentat de Saint-Germain-en-Laye ou l'attentat de la statue Thiers est une attaque à la bombe anarchiste menée dans la nuit du 15 au 16 juin 1881 contre la statue d'Adolphe Thiers dans la ville en question. Il s'agit d'une des premières attaques de propagande par le fait anarchistes de l'histoire ; et de la première en France.
Un Comité révolutionnaire français met en place des bombes dans des petites boîtes disposées autour de la statue d'Adolphe Thiers - responsable politique important et responsable des massacres de la Commune de Paris dix ans auparavant. Le groupe dispose aussi un manifeste à côté de la statue. Les bombes explosent mais ne fonctionnent pas, et produisent simplement une trace à l'arrière de la statue.
Selon le préfet de police de Paris, Louis Andrieux, il aurait été au courant de l'attentat mais aurait choisi de le laisser se produire pour éviter que les anarchistes n'attaquent la Chambre des députés. Le manifeste publié par le groupe est considéré comme intéressant pour expliquer le glissement qui se produit alors entre une violence terroriste iconoclaste classique et une violence terroriste désormais propagandiste par le fait.

## Histoire

### Contexte
Au XIXe siècle, l'anarchisme naît et se constitue en Europe avant de se propager. Les anarchistes défendent la lutte contre toutes formes de domination perçues comme injustes, en premier lieu la domination économique, avec le développement du capitalisme. Ils sont particulièrement opposés à l'État, vu comme l'organisation permettant d'entériner un bon nombre de ces dominations au travers de sa police, son armée et sa propagande.
À la fin des années 1870, les anarchistes développent la stratégie de la propagande par le fait, visant à transmettre les idées anarchistes par l'action directement, sans passer par le discours, et entraîner la Révolution par des actions incitant le peuple à se révolter. Des figures de l'anarchisme développent cette stratégie amplement, comme Pierre Kropotkine, Errico Malatesta, Andrea Costa ou encore Carlo Cafiero. En 1879, elle est adoptée par le congrès de la Fédération jurassienne de La Chaux-de-Fonds, en 1880, elle est discutée à Vevey lors d'une réunion qui produit une « Charte de la propagande par le fait » ; adoptée l'année suivante par le premier congrès exclusivement anarchiste en France, le congrès de Paris, en mai 1881. Elle recevrait une nouvelle centralité au Congrès international de Londres, en juillet 1881.
Par ailleurs, Adolphe Thiers, un politicien français conservateur plusieurs fois ministre et responsable politique important depuis la monarchie de Juillet (1830-1848), est le premier responsable de la répression de la Commune de Paris et de la Semaine sanglante (1871). En 1880, une statue en son honneur est inaugurée par les autorités françaises à Saint-Germain-en-Laye.

### Attentat

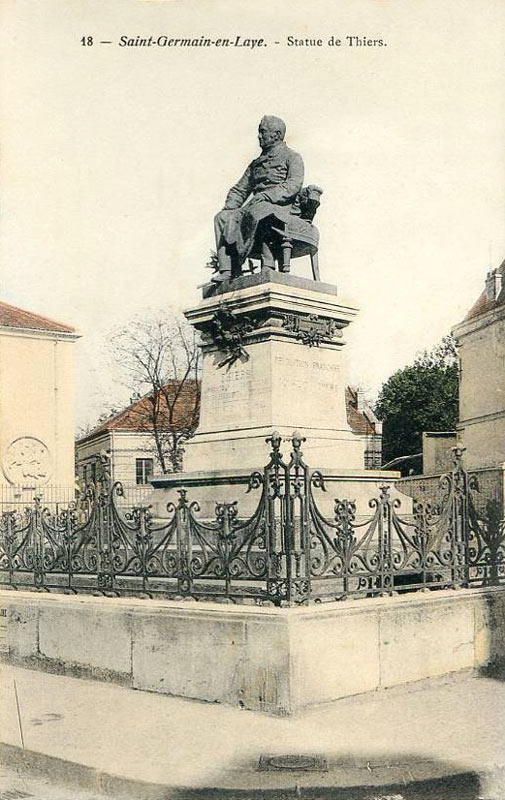
Statue d'Adolphe Thiers à Saint-Germain-en-Laye, avant 1918, collections de FICEDL (statue détruite pendant l'Occupation).

Dans la nuit du 15 au 16 juin 1881, à deux heures cinquante huit exactement, une série d'explosions se produisent vers la statue - et provoquent un certain vacarme. Lorsque le commissaire de police de la ville se rend sur place, il constate que la statue n'est pas détruite, qu'une trace bleuâtre couvre l'arrière de la chaise où Thiers est assis, et une série de récipients contenant des explosifs, allant d'une boîte en ferraille à de petits récipients de trois centimètres de diamètre, sont à l'origine de ces explosions. L'ensemble n'utilise pas de dynamite mais d'autres explosifs.

### Suites
La police française dispose des gardes aux alentours de la statue pour éviter qu'un tel attentat ne se reproduise. Les autorités trouvent un manifeste à côté de la statue, signé par un certain « Comité révolutionnaire français ».
Selon le préfet de police Louis Andrieux dans ses Mémoires quatre ans plus tard, en 1885, il s'agirait d'un attentat dont il aurait été au courant mais qu'il aurait laissé faire pour sauver la Chambre des députés d'attaques anarchistes à venir,. Cette analyse est reprise par Jean Maitron, Uri Eisenzweig et Richard Bach Jensen - qui s'appuient aussi sur Maitron et le témoignage Andrieux,.

## Analyses

### Manifeste
Le manifeste de cette attaque, qui est l'une des premières attaques de propagande par le fait,, est analysé par Eisenzweig comme présentant de nombreuses perspectives annonçant l'avènement de la « violence nouvelle » de ces formes de terrorisme alors en cours d'apparition et comme implicitement à rattacher à l'anarchisme, bien que le terme ne soit pas explicite dans le texte du manifeste. Il écrit à propos du manifeste et de la portée de l'attentat :

« Cette logique sémantique paradoxale [...] était déjà à l’œuvre
avant l’ère des attentats à proprement parler [. ...] L’attentat contre la
statue de Thiers, en 1881, en est sans doute la toute première manifestation et, en tant que telle, la plus éclairante peut-être, le glissement du sens de l’acte proprement dit au discours auquel il fait référence s’y faisant en quelque sorte sous nos yeux. [...] Et effectivement, alors même qu’il tentait d’« expliquer » l’attentat de Saint Germain[-en-Laye], le texte accompagnateur allait paradoxalement amorcer un divorce d’avec l’héritage iconoclaste, sous la forme d’un déplacement du sens hors de l’objet, hors du symbole proprement dit. [...] Autrement dit, l’aspect strictement physique de la violence était appelé à s’effacer ici, sinon à s’annuler au profit d’une signification posée comme étant ailleurs [...] c’est-à-dire dans une réalité qui ne relevait encore que d’un projet ou d’une prophétie. »

## Sources primaires
- Manifeste sur Wikisource (courtoisie d'Archives anarchistes)